# 루이스 메디나 칸탈레호
루이스 메디나 칸탈레호(Luis Medina Cantalejo, 1964년 3월 1일, ~)는 2009년에 은퇴한 스페인의 옛 축구 심판이다.
그는 1998년 8월 30일에 열린 레알 소시에다드와 레알 오비에도의 라 리가 경기를 통해 데뷔했으며, 2002년에 국제 축구 연맹으로부터 국제 심판 자격을 취득하였다. 이후 2004년 9월 4일에 열린 조지아와 터키의 2006년 FIFA 월드컵 유럽 지역 예선 경기에서 처음으로 국제 심판으로 활동하였다.
그는 2006년 FIFA 월드컵에서 독일과 폴란드, 네덜란드와 아르헨티나의 조별 예선 두 경기, 이탈리아와 오스트레일리아의 16강전 경기, 브라질과 프랑스의 8강전 경기에서 주심을 맡았으며, 이탈리아와 프랑스의 결승전 경기에서 대기심을 맡았다. 또한 그는 UEFA컵 2008-09에서 샤흐타르 도네츠크와 베르더 브레멘의 결승전 경기의 주심을 맡기도 하였다.